# Emmelina jason
Emmelina jason é uma mariposa da família Pterophoridae. É encontrada no Brasil.
A envergadura é de 20 mm. As asas dianteiras são levemente acinzentada-ocre, com reflexos esbranquiçados. As asas traseiras são cinzas.